# Robert 1. af Skotland
Robert I eller Robert Bruce (Raibeart Bruis på moderne skotsk-gælisk, Roibert a Briuis på middelalder-gælisk og på engelsk Robert the Bruce født 11. juli 1274, død 7. juni 1329) var konge af Skotland 1306-1329.
Robert Bruce blev født den 11. juli 1272 på Turnberry Castle i Ayrshire i det sydvestlige Skotland. Han var ældste søn af The Earl of Carrick, 6th Lord of Annandale. Han var tillige tip-tip-tip-oldebarn af kong David 1. af Skotland, så han var blandt dem, der havde størst ret til den skotske trone.
Robert Bruce var en af de mest berømte krigere og hærledere i sin generation, og han ledede Skotland under den skotske uafhængighedskrig mod England. Robert Bruce anses for en af de store konger i Skotlands historie, en heltekonge som besejrede England i det berømte slag ved Bannockburn. Mindesmærker for ham findes over hele Skotland, og et portræt af ham findes er på skotske pengesedler.
I 1315 reddede William Rule kong Robert fra at blive stanget af en olm tyr ved at gribe fat i dens horn og kaste den til jorden. Som belønning fik William Rule navnet Turnbull (turn-e-bull). Klanen med dette navn er nu vidt udbredt især på kontinentet og Nordamerika med ca. 750.000 medlemmer. Klanens våben er et billede af en tyrs hoved, og klanen kan bruge mottoet: "I saved the king".